# Rima G. Bond
La Rima G. Bond è una struttura geologica della superficie della Luna.